# قائمة رؤساء وزراء سلوفاكيا
يسرد هذا الجدول رؤساء حكومة جمهورية سلوفاكيا.

## التاريخ
في ظل نظام الدولة السلوفاكية ، دولة تابعة للرايخ الثالث بين 1939 و1945 ، يجري تعيين رئيس الحكومة (Predseda vlády) من قبل رئيس الدولة ورئيس الحزب الواحد جوزيف تيسو .
استقلت الجمهورية السلوفاكية في 1 يناير 1993 عن الجمهورية التشيكية وتبنت دستورًا يجري فيه تعيين رئيس الحكومة من قبل رئيس الجمهورية وفقًا لتكوين المجلس الوطني .

## القائمة
| الصورة                                                 | الاسم                          | استلم المنصب                 | ترك المنصب     | المدة                          | الحزب                                                  | الانتخابات        | الرئيس                                    |
| ------------------------------------------------------ | ------------------------------ | ---------------------------- | -------------- | ------------------------------ | ------------------------------------------------------ | ----------------- | ----------------------------------------- |
| جمهورية سلوفاكيا (1939-1945)                           |                                |                              |                |                                |                                                        |                   |                                           |
|                                                        | جوزيف تيسو (1947-1887)         | 14 مارس 1939                 | 29 أكتوبر 1939 | 7 أشهرٍ و15 يومًا                | حزب الشعب السلوفاكي                                    | –                 | نفسه                                      |
|                                                        | فويتخ توكا (مواليد 1946)       | 29 أكتوبر 1939               | 5 سبتمبر 1944  | 4 سنواتٍ و10 أشهرٍ و7 أيامٍ       | حزب الشعب السلوفاكي                                    | –                 | جوزيف تيسو                                |
|                                                        | شتيفان تيسو (1959-1897)        | 5 سبتمبر 1944                | 4 أبريل 1945   | 6 أشهرٍ و30 يومًا                | حزب الشعب السلوفاكي                                    | –                 | جوزيف تيسو                                |
| جمهورية سلوفاكيا الاشتراكية                            |                                |                              |                |                                |                                                        |                   |                                           |
|                                                        | ستيفان سادوفسكي (1984-1928)    | 2 يناير 1969                 | 4 مايو 1969    | 4 أشهرٍ ويومان                  | الحزب الشيوعي التشيكوسلوفاكي                           | –                 | لودفيك سفوبودا                            |
|                                                        | بيتر كولوتكا (2019-1925)       | 4 مايو 1969                  | 12 أكتوبر 1988 | 19 سنةً و5 أشهرٍ و8 أيامٍ         | الحزب الشيوعي التشيكوسلوفاكي                           | –                 | لودفيك سفوبودا                            |
| غوستاف هوساك                                           | بيتر كولوتكا (2019-1925)       | 4 مايو 1969                  | 12 أكتوبر 1988 | 19 سنةً و5 أشهرٍ و8 أيامٍ         | الحزب الشيوعي التشيكوسلوفاكي                           | –                 |                                           |
|                                                        | إيفان كنوتيك (مواليد 1936)     | 12 أكتوبر 1988               | 22 يونيو 1989  | 8 أشهرٍ و10 أيامٍ                | الحزب الشيوعي التشيكوسلوفاكي                           | –                 | غوستاف هوساك                              |
|                                                        | بافل هريفناك (1931 -1995)      | 22 يونيو 1989                | 8 ديسمبر 1989  | 5 أشهرٍ و16 يومًا                | الحزب الشيوعي التشيكوسلوفاكي                           | –                 | غوستاف هوساك                              |
|                                                        | ميلان سيك هريفناك (1932–2012)  | 8 ديسمبر 1989                | 28 فبراير 1990 | شهران و20 يومًا                 | الحزب الشيوعي التشيكوسلوفاكي                           | –                 | ماريان كالفا                              |
| فاتسلاف هافيل                                          | ميلان سيك هريفناك (1932–2012)  | 8 ديسمبر 1989                | 28 فبراير 1990 | شهران و20 يومًا                 | الحزب الشيوعي التشيكوسلوفاكي                           | –                 |                                           |
| جمهورية التشيك وسلوفاكيا الاتحادية                     |                                |                              |                |                                |                                                        |                   |                                           |
|                                                        | ميلان سيك هريفناك (1932–2012)  | 1 مارس 1990                  | 27 يونيو 1990  | 3 أشهرٍ و26 يومًا                | المجتمع ضد العنف                                       | –                 | فاتسلاف هافيل                             |
|                                                        | فلاديمير ميتشيار (مواليد 1942) | 27 يونيو 1990                | 6 مايو 1991    | 10 أشهرٍ و9 أيامٍ                | المجتمع ضد العنف                                       | 1990              | فاتسلاف هافيل                             |
|                                                        | يان كارنوغورسكي (مواليد 1944)  | 6 مايو 1991                  | 24 يونيو 1992  | سنةً واحدةً وشهرًا واحدًا و18 يومًا | الحركة الديمقراطية المسيحية                            | 1990              | فاتسلاف هافيل                             |
|                                                        | فلاديمير ميتشيار (مواليد 1942) | 24 يونيو 1992                | 31 ديسمبر 1992 | 6 أشهرٍ و7 أيامٍ                 | حزب الشعب-حركة من أجل سلوفاكيا ديمقراطية               | 1992              | فاتسلاف هافيل                             |
| يان ستراسكي                                            | فلاديمير ميتشيار (مواليد 1942) | 24 يونيو 1992                | 31 ديسمبر 1992 | 6 أشهرٍ و7 أيامٍ                 | حزب الشعب-حركة من أجل سلوفاكيا ديمقراطية               | 1992              |                                           |
| جمهورية سلوفاكيا                                       |                                |                              |                |                                |                                                        |                   |                                           |
|                                                        | فلاديمير ميتشيار (مواليد 1942) | 1 يناير 1993                 | 16 مارس 1994   | سنةً واحدةً وشهران و15 يومًا      | حزب الشعب-حركة من أجل سلوفاكيا ديمقراطية               | 1992              | ميكال كوفاتش                              |
|                                                        | جوزيف مورافتشيك (مواليد 1945)  | 16 مارس 1994-                | 13 سبتمبر 1994 | 5 أشهرٍ و28 يومًا                | الاتحاد الديمقراطي                                     | 1992              | ميكال كوفاتش                              |
|                                                        | فلاديمير ميتشيار (مواليد 1942) | 13 سبتمبر 1994               | 29 أكتوبر 1998 | 4 سنواتٍ وشهرًا واحدًا و16 يومًا   | الأشخاص العاديون والشخصيات المستقلة                    | 1994              | ميكال كوفاتش                              |
|                                                        | ميكولاش دزوريندا (مواليد 1955) | 29 أكتوبر 1998               | 4 يوليو 2006   | 7 سنواتٍ و8 أشهرٍ و5 أيامٍ        | التحالف الديمقراطي السلوفاكي                           | 1998              | ميكال كوفاتش                              |
| رودولف شوستر                                           | ميكولاش دزوريندا (مواليد 1955) | 29 أكتوبر 1998               | 4 يوليو 2006   | 7 سنواتٍ و8 أشهرٍ و5 أيامٍ        | التحالف الديمقراطي السلوفاكي                           | 1998              |                                           |
| الاتحاد السلوفاكي الديمقراطي والمسيحي-الحزب الديمقراطي | ميكولاش دزوريندا (مواليد 1955) | 29 أكتوبر 1998               | 4 يوليو 2006   | 7 سنواتٍ و8 أشهرٍ و5 أيامٍ        | 2002                                                   | إيفان غاشباروفيتش |                                           |
|                                                        | روبرت فيتسو (مواليد 1964)      | 4 يوليو 2006                 | 8 يوليو 2010   | 4 سنواتٍ و4 أيامٍ                | الاتجاه-الديمقراطية الاجتماعية السلوفاكية              | إيفان غاشباروفيتش | 2006                                      |
|                                                        | إيفيتا راديكوفا (مواليد 1956)  | 8 يوليو 2010                 | 4 أبريل 2012   | سنةً واحدةً و8 أشهرٍ و27 يومًا     | الاتحاد السلوفاكي الديمقراطي والمسيحي-الحزب الديمقراطي | إيفان غاشباروفيتش | 2010                                      |
|                                                        | روبرت فيتسو (مواليد 1964)      | 4 أبريل 2012                 | 22 مارس 2018   | 5 سنواتٍ و11 شهرًا و18 يومًا      | الاتجاه-الديمقراطية الاجتماعية السلوفاكية              | إيفان غاشباروفيتش | 2012                                      |
| 2016                                                   | روبرت فيتسو (مواليد 1964)      | 4 أبريل 2012                 | 22 مارس 2018   | 5 سنواتٍ و11 شهرًا و18 يومًا      | الاتجاه-الديمقراطية الاجتماعية السلوفاكية              | آندريه كيسكا      |                                           |
| 2016                                                   |                                | بيتر بيليجريني (مواليد 1975) | 22 مارس 2018   | 21 مارس 2020                   | سنةً واحدةً و11 شهرًا و28 يومًا                            | آندريه كيسكا      | الاتجاه-الديمقراطية الاجتماعية السلوفاكية |
| 2016                                                   | زوزانا تشابوتوفا               | بيتر بيليجريني (مواليد 1975) | 22 مارس 2018   | 21 مارس 2020                   | سنةً واحدةً و11 شهرًا و28 يومًا                            |                   | الاتجاه-الديمقراطية الاجتماعية السلوفاكية |
|                                                        | إيغور ماتوفيتش (مواليد 1973)   | 21 مارس 2020                 | 1 أبريل 2021   | 5 سنواتٍ و4 أشهرٍ و20 يومًا       | الأشخاص العاديون والشخصيات المستقلة                    | 2020              |                                           |
|                                                        | إدوارد هيجر (مواليد 1976)      | 1 أبريل 2021                 | 15 مايو 2023   | سنتان وشهرًا واحدًا و14 يومًا     | الأشخاص العاديون والشخصيات المستقلة                    | 2020              |                                           |
|                                                        | أودوفيت أودور (مواليد 1976)    | 15 مايو 2023                 | 25 أكتوبر 2023 | 5 أشهرٍ و10 أيامٍ                | مستقل                                                  | 2020              |                                           |
|                                                        | روبرت فيتسو (مواليد 1964)      | 25 أكتوبر 2023               | في المنصب      | سنةً واحدةً و9 أشهرٍ و16 يومًا     | الاتجاه-الديمقراطية الاجتماعية السلوفاكية              | 2023              |                                           |

## روابط خارجية
- (بالسلوفاكية) vlada.gov.sk